# 재무관리
재무관리(영어: financial management)는 조직의 자금을 조달하고 자금의 운용을 관리하는 행위를 뜻한다.

## 역사

### 1900년대 ~ 1950년대 초반
20세기 초까지의 재무관리는 경제학의 한 분야로 인식되거나 독립적인 학문영역을 형성하지 못한 것으로 보인다.
초기의 재무관리는 특정한 학문적 계파를 형성하고 있지 못했으며 경영학 분야의 인식론적 틀 중 하나로 여겨졌다.
1920년대 미국이 급속한 산업화를 겪고 기업규모가 증가함에 따라 기업의 자금을 관리하고 조달하는 것이 중요한 과제가 되면서 자금 조달과 관리 측면의 재무관리가 이뤄졌다. 1930년대 대공황으로 많은 기업들이 파산하자 기업의 확장보다는 기업의 존립에 초점을 둔 재무관리로 그 방식이 변화했다. 하지만 재무관리에 대한 연구에 있어서는 사회적 관점에 따른 서술 방식이란 접근방법에서 크게 벗어나지 않았고 이런 경향은 1950년대까지 크게 바뀌지 않았다. 투자규모의 합리성이나 배분문제에 대한 관심이 부족했고 적용하는 것이 제한적이었다.

### 1950년대 ~
2차 세계대전 종전 이후 미국의 기업들은 대량생산체계에 들어가면서 대형화되었다. 이런 상황에서 기업들은 기업 관리를 중요시하게 되었다. 당시 수리계량화된 경제학의 영향을 받으면서 재무관리도 수리계랑의 형태를 띠게 되었다. 단순한 지식의 집합 같은 기존의 사례 연구, 서술적 접근보다는 분석적이고 계량적인 방법으로 연구의 방향이 변화하였다. 기업의 투자에 관한 의사결정이론이 등장하였고 1952년 이에 관련하여 해리 마코위츠의 포트폴리오 이론이 등장하면서 재무관리는 논리체계를 띄게 되었다. 마코위츠는 자신의 이론을 설명하는 데에 분산과 평균이라는 수학적 방법을 사용했다. 이는 현대 재무관리학에 큰 영향을 준 것으로 평가된다.

## 목적

### 이윤극대화
이윤극대화는 기업이 영리를 목적으로 조직된 집단이라는 점에서 오랫동안 주장되어 왔다. 하지만 에드워드 솔로몬은 이윤의 의미가 정확히 정의되지 않았다는 점에서 이윤극대화가 기업의 목표의 전부라고 보는 것은 적절하지 않다고 보았다.

### 시장점유율 극대화
개인은 시장점유율이 높은 기업에 소속되길 바라며, 여기서 얻는 존경, 힘, 승리, 정복감 등 심리적, 사회적 효용을 얻기 위해 노동을 하기 때문에 노동을 비효용으로 보는 것은 적절하지 않다고 보는 견해이다. 따라서 이윤의 극대화는 보다 큰 조직, 시장점유율의 확대를 위한 수단이므로 그 자체로 목적이 될 수는 없다는 것이다.

### 기업가치 극대화
현대기업이론에서는 이윤을 최대화하려는 기업의 목표는 사업상의 딜레마를 극복하고 기업의 가치를 극대화하는 것으로 본다. 이는 주식의 시장 가치를 극대화하고 주주들의 부를 극대화하는 것과도 목적을 함께한다고 보는 견해이다. 이에 따라 재무관리의 목표는 기존 주식의 주당 현재가치를 극대화하는 것이라는 것이다.

## 분야

### 자산의 가치평가이론
재무관리론에서 자산의 가치평가이론은 재무관리자의 의사결정에 있어 가장 핵심적인 것으로 생각된다. 이때 자산의 가치는 미래의 현금흐름을 그 시간가치에 따라 현재시점에서 평가하는 것이다. 가치평가이론은 위험률을 이용해 현재가치를 계산한다. 이때 위험률은 해당 투자안에 대해 다른 대체투자안에 투자할 경우 실현할 수 있는 수익률이다. 재무관리에서는 이 위험률을 이용하여 해당 투자안의 현재가치를 구할 수 있다고 본다.

### 투자결정이론
투자를 통한 결과는 1년 이상의 장기간에 걸쳐 나타나며 그것이 기업가치가 미치는 영향은 크다. 따라서 재무관리는 투자계획의 수립과 이에 대한 경제적 논리를 뒷받침하고자 한다. 투자결정이론은 어떻게 하면 투자결정자의 효용함수와 이익(refurn)을 극대화하고 나은 결정을 하게 할 것인지에 대한 이론이다.